# فیلیپ بنجاک
فیلیپ بنجاک (چکی: Filip Bandžak؛ زاده ۱۰ سپتامبر ۱۹۸۳ -) یک خوانندهٔ باریتون اپرایی مشهور چک است.

## زندگینامه و فعالیت حرفه‌ای
فیلیپ بنجاک درپاردوبیتسه، چکسلواکی به دنیا آمد.
او کار خود را در سال ۱۹۹۵ آغاز شد.
او کارشناسی ارشد در روانشناسی و فرهنگ و موسیقی به دست آورده.
در «چین مسابقه بین‌المللی آواز»(China International Vocal Competition) در سال ۲۰۰۸ در نانگبو از برنده شدن دوباره برگزار شد.
جوایز در سال ۲۰۰۹ در «ماریا کالاس آواز مسابقه برگزار»(The International Maria Callas Grand Prix) در آتن می‌شود.
در سال ۲۰۱۴ او «اروپا طلایی»(Golden Europea) از اتحادیه اروپا اهدا شد.
بنجاک عمل در چندین کشور: اتریش، ایتالیا، لهستان، مجارستان، آلمان، اوکراین، قزاقستان، مالزی، سنگاپور، چین و کانادا است.